# ホンダ・CB125F
CB125F（シービー125エフ）は、本田技研工業が2014年から製造販売している排気量が125ccクラスのオートバイ（小型自動二輪車）である。2014年11月発表。それまで販売されていたCBF125からのフルモデルチェンジ車であり、車体はすでに日本でも発売されている上位クラスのシリーズ車種同様のストリートファイターをイメージさせるもので、リヤがツインショックサスペンションおよびドラムブレーキである。
なお基本的に日本国外向けの車種であり日本国外で製造されており、日本国内では教習所向けの教習車仕様のみしか正規販売されておらず、日本で通常仕様の販売は販売店による並行輸入品だけである。
教習車仕様
2015年12月11日より日本の自動車教習所向けに教習車仕様の発売が開始された。これは中華人民共和国広東省広州市の現地法人五羊-本田摩托(広州)有限公司（Wuyang-Honda Motors (Guangzhou) Co., Ltd.）が製造し、本田技研工業が輸入事業社となり正規輸入し、教習用灯火類や大型バンパーを装着したものである。